# Острів Єлени
О́стрів Єле́ни (рос. Остров Елены) — невеликий штучний острів в затоці Петра Великого Японського моря. Знаходиться за 50 м на північний захід від острова Руського (півострів Саперний) та за 650 м на південь від материка (мис Токаревського). Адміністративно належить до Фрунзенського району Владивостока Приморського краю Росії.

## Географія
Острів був штучно утворений при будівництві 1898 року каналу між протокою Босфор Східний та бухтою Новік острова Руського. Раніше він був західним кінцем півострова Саперного цього ж острова. Ширина каналу становить 50 м, довжина 320 м.

## Історія
Острів названий на честь доньки власника цегляного заводу, що був розташований на острові Руському. З 1930 по 1986 роки на острові розташовувалась радіотехнічна частина. До 1996 року доступ до нього був обмежений. Сьогодні острів вільний для відвідування, тут часто відпочивають туристи.
Населення відсутнє, хоча і збереглись господарські та житлові будівлі села Канал[джерело?].